# Phalacrostemma perkinsi
Phalacrostemma perkinsi är en ringmaskart som beskrevs av Kirtley 1994. Phalacrostemma perkinsi ingår i släktet Phalacrostemma och familjen Sabellariidae. Inga underarter finns listade i Catalogue of Life.